# Sparasion ghilarovi
Sparasion ghilarovi är en stekelart som beskrevs av Mikhail Vasilievich Kozlov och Kononova 1988. Sparasion ghilarovi ingår i släktet Sparasion och familjen Scelionidae. Inga underarter finns listade i Catalogue of Life.